# Julie Winnefred Bertrand
Julie Winnefred Bertrand (Montreal, 16 september 1891 – aldaar, 18 januari 2007) was sinds het overlijden van de eveneens 113-jarige zuster Anne Samson op 29 november 2004 de oudste Canadese en vanaf 11 december 2006 tot haar dood amper één maand later als 115-jarige de oudste levende vrouw ter wereld.
Ze was maar één maand na de Puerto Ricaan Emiliano Mercado del Toro geboren, de oudste mens ter wereld ten tijde van haar overlijden. Bertrand is ook de op twee na langst levende vrouw van Canada ooit, na Marie-Louise Meilleur, die in 1998 op de leeftijd van 117 jaar als toenmalige oudste persoon ter wereld overleed, en de eveneens 115-jarige Mary Ann Rhodes.
In 2004, toen ze 113 werd, was Bertrand in een goede gezondheid, liet haar haar tweewekelijks doen en voor speciale gelegenheden genoot ze van een glas wijn. Haar geheugen was redelijk goed, en de meeste van haar familieleden en vrienden herkende ze nog. Toen woonde ze nog helemaal alleen in Montreal.
Toen op 11 december 2006 de 116-jarige Amerikaanse Elizabeth Bolden overleed, was Julie Bertrand 's werelds oudste vrouw. Toch was ze niet de oudste persoon, want ze werd voorafgegaan door een man, voornoemde Emiliano Mercado del Toro, wat bijzonder ongewoon is. Hij overleed diezelfde maand nog: op 24 januari 2007, amper zes dagen na haar.